# Петровобудская волость
Петровобу́дская (Петровскобу́дская) волость — административно-территориальная единица в составе Суражского (с 1921 — Клинцовского) уезда.
Административный центр — село Петровская Буда (ныне Петрова Буда).

## История
Волость образована в ходе реформы 1861 года и первоначально называлась Петровскобудской; позднее название было упрощено. Являлась наименьшей из волостей своего уезда.
В ходе укрупнения волостей, в середине 1920-х годов Петровобудская волость была упразднена, а её территория разделена между Ущерпской и Красногорской волостями.
Ныне территория бывшей Петровобудской волости входит в состав Гордеевского и Красногорского районов Брянской области.

## Административное деление
В 1919 году в состав Петровобудской волости входили следующие сельсоветы: Великоудёбенский, Городеченский, Малоудёбенский, Петровобудский, Перетинский.